# Parc animalier du Mont Amiata
Le Parc animalier du Mont Amiata (en italien : Parco faunistica del Monte Amiata) est une zone naturelle protégée située sur les pentes du Mont Amiata dans la commune de Arcidosso, dans  la province de Grosseto en Toscane.
,

## Territoire
Le parc animalier couvre une superficie d'environ 200 ha dans la partie ouest de la zone municipale d'Arcidosso, étant à son tour situé dans la réserve naturelle du Mont Labbro, au sud-ouest du Mont Amiata. Les autorités locales qui gèrent le parc organisent des visites et des activités pédagogiques dans le but de sensibiliser à la préservation des espèces animales et végétales menacées de disparition et qui représentent un atout pour la biodiversité du territoire.
Dans la zone naturaliste, il y a aussi des espèces d'animaux domestiques comme le cheval et l'âne de l'Amiata, qui ont joué un rôle important dans la survie de l'homme en l'aidant dans ses activités. De plus, le parc est équipé d'une tour de guet à partir de laquelle les animaux peuvent être observés.

## Flore
Il existe également de nombreuses espèces végétales qui poussent spontanément à l'intérieur de l'aire protégée, parmi lesquelles on trouve l'érable, l'érable champêtre, l'aubépine, le châtaignier , le genévrier et le tilleul.

## Faune
Dans cette zone naturaliste, il est possible d'observer de nombreuses espèces de la faune des Apennins comme le daim, le chevreuil, le cerf, le mouflon, le chamois et le loup.

## Galerie

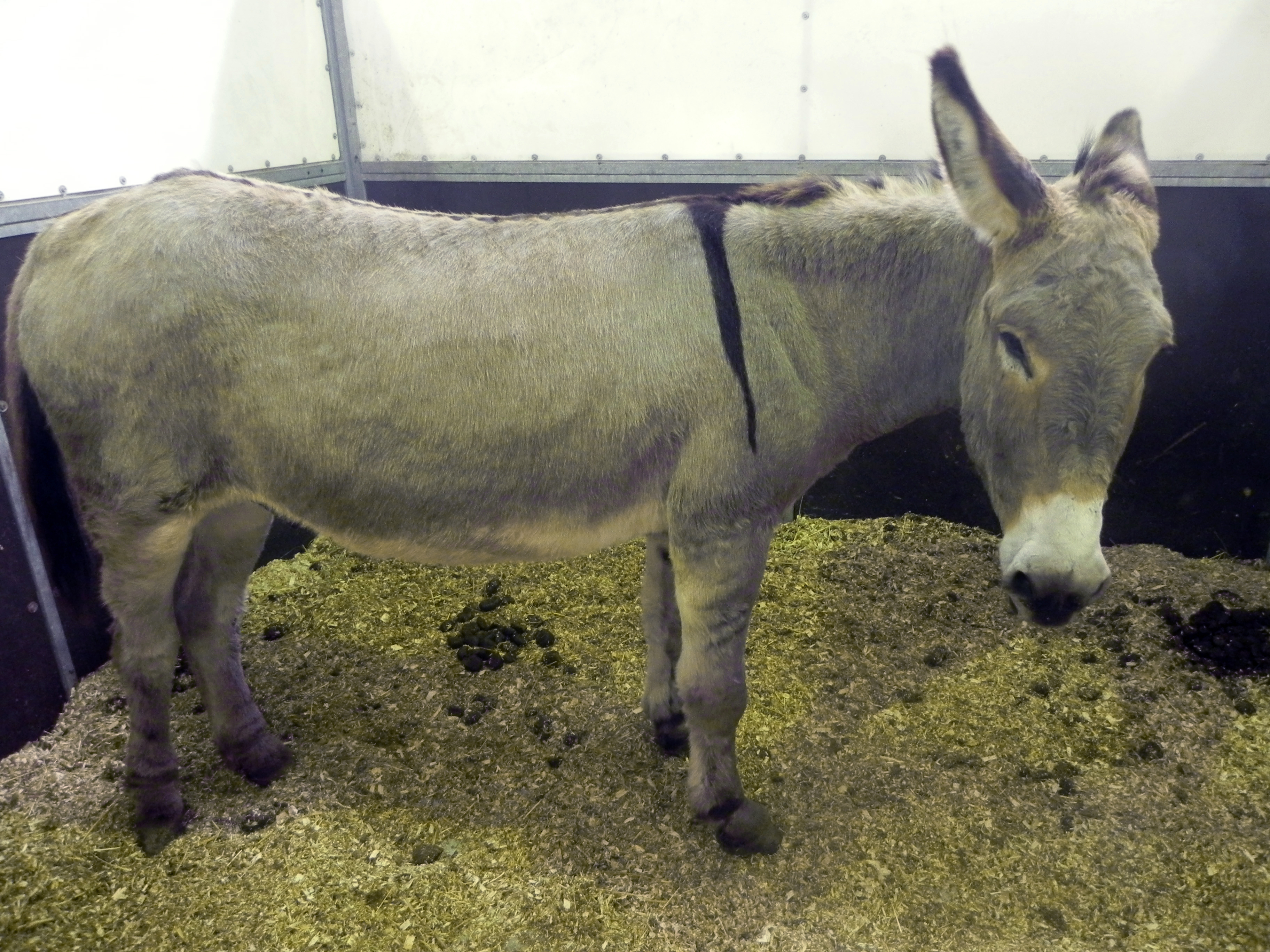
l'âne de l'Amiata